# Jürgen Penker
Jürgen Penker, född 17 oktober 1982, är en ishockeyspelare som spelade i Rögle BK som målvakt under två säsonger. Han är från Bregenz, Österrike. Han skrev korttidskontrakt med Lørenskog under hösten 2011 men det blev fort förlängt efter bra insatser. I grundserien hade han bäst GAA och SV% av samtliga målvakter och vann silver med Lørenskog, klubbens första medalj. I mars 2012 skrev han ett kontrakt som gör att han tillhör Lørenskog i ytterligare två säsonger.

## Klubbar
- Vienna Capitals (2013/2014)
- Lørenskog (2011/2012-2013/2014)
- HK Nitra (2011/2012)
- Vienna Capitals (2010/2011)
- Rögle BK (2008/2009-2009/2010)
- Totempo Hvik (2008/2009)
- EHC Linz (2006/2007-2007/2008)
- Vienna Capitals (2005/2006)
- EC Salzburg (2004/2005)
- VEU Feldkirch (2003/2004)
- EHC Lustenau (-2003/2004)

## Statistik
| 1998-2000 | Österrike U18 | WJC-18 B  | 6 | 2.76 | .827 |  |  |  |  |  |  |  |
| 2000-2002 | Österrike U20 | WJC-20 D1 | 8 | -    | -    |  |  |  |  |  |  |  |
| 2004-     | Österrike     | World Cup | 3 | -    | -    |  |  |  |  |  |  |  |
|           |               |           |   |      |      |  |  |  |  |  |  |  |